# Clase S-80 Plus
La clase Isaac Peral (al principio clase S-80, y tras las modificaciones clase S-80 Plus) es una serie de submarinos de ataque SSK-AIP construidos por la empresa española Navantia en Cartagena. La primera unidad, el Isaac Peral (S-81) entró en servicio en noviembre de 2023.
Inicialmente, el coste del programa era de 1800 millones de euros y la fecha de entrega estaba prevista para 2013; sin embargo, esta cifra aumentó a 3000 millones en 2014 y a una horquilla entre 3635 y 3935 millones en 2018. Tras los retrasos, el primero entró en servicio en noviembre de 2023 y el segundo, el Narciso Monturiol (S-82), está previsto que entre en servicio en 2025 respectivamente, estando ambas unidades desprovistas del sistema AIP hasta su primera parada técnica. Los dos últimos submarinos de la serie, que contarán con el sistema AIP de fábrica, Cosme García (S-83) y Mateo García de los Reyes (S-84), entrarán previsiblemente en servicio en la Armada Española en 2026 y 2028 respectivamente. 
Además, en ocasiones altos cargos de la Armada y de los astilleros públicos han sugerido un aumento de los pedidos si se dieren las condiciones oportunas, pero el Gobierno no se ha pronunciado al respecto.

## Historia

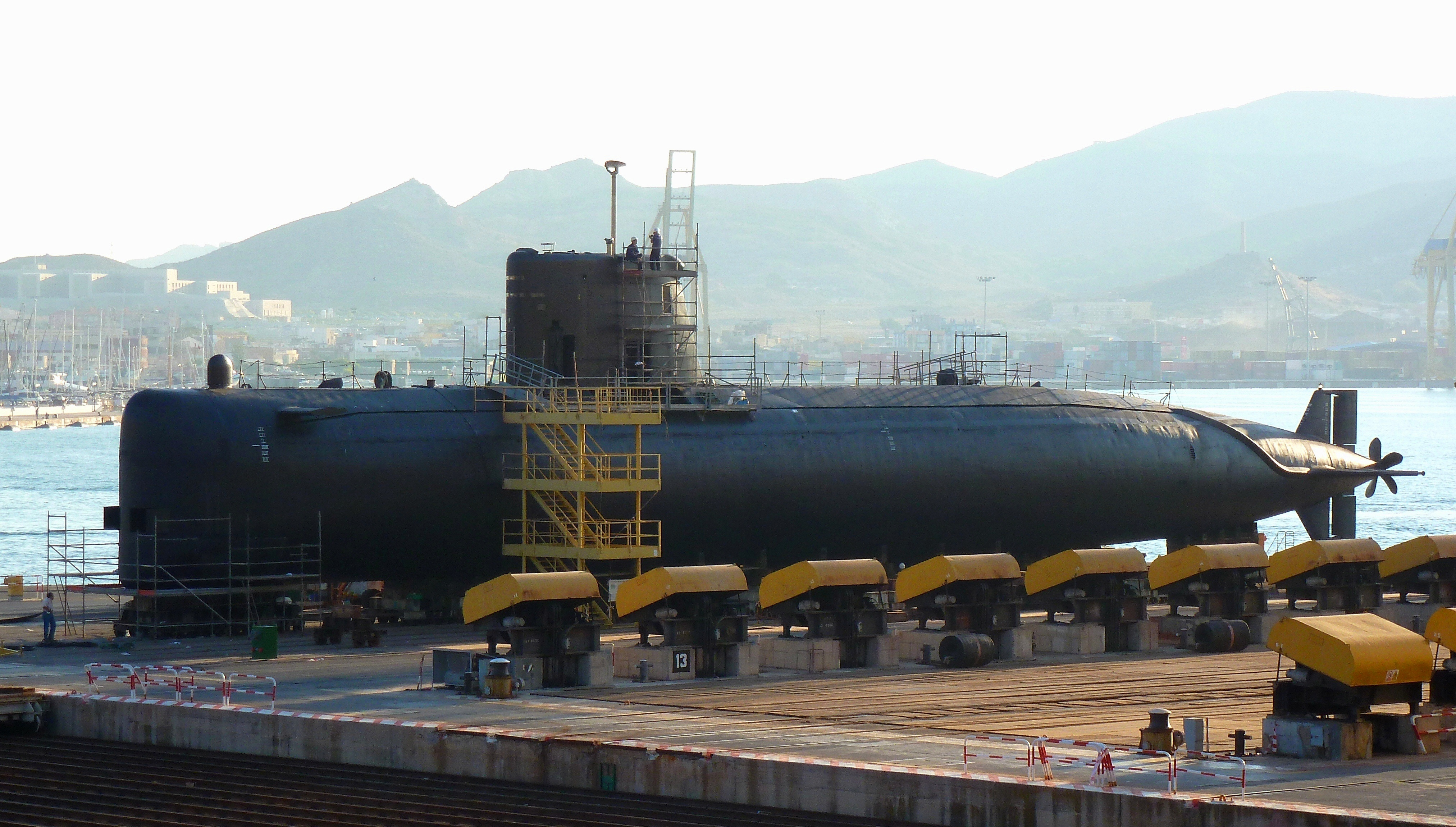
El submarino Mistral (S-73) de la clase Agosta (S-70). Estuvo en servicio hasta 2020. El Galerna (S-71) aún sigue en activo.

En los últimos cuarenta años, la flota submarina española había contado con los cuatro buques de la clase Delfín (S-60), ya dados de baja, e igual número de sumergibles del tipo Galerna (S-70), de los que en 2024 únicamente el Galerna (S-71) sigue activo. Todos ellos eran submarinos clásicos de diseño francés construidos en Cartagena, con licencia de la empresa estatal francesa DCNS. Así, desde que la Armada y la entonces Empresa Nacional Bazán iniciaron, en los años 50 del siglo XX, el diseño y construcción en España de las series de pequeños submarinos de las clases Foca (S-40) y Tiburón (S-50), en España no se había llevado a cabo el desarrollo de submarinos de combate, aunque Navantia había colaborado con DCNS en el desarrollo y construcción, dentro del consorcio Scorpène de submarinos para las marinas de Chile, Malasia e India.
En consecuencia, el programa S-80 implica una importante apuesta para la Armada Española y un desafío para la industria de construcción naval española, liderada en este proyecto por Navantia.

### El conflicto con DCNS
En la década de los 90 Navantia y la francesa DCNS (Dirección de Construcciones Navales), lanzaron de manera conjunta el Scorpène, un submarino para tratar de ganar cuota en el mercado de los submarinos convencionales.
El Scorpène fue comercializado entre ambas vendiéndose a Chile (dos unidades), Malasia (dos unidades) e India (seis unidades). Francia tenía mayor peso en la fabricación de la nave (un 30% más), pero la propiedad intelectual del submarino era de ambas empresas.
Los problemas surgieron cuando España decidió desarrollar el S-80, en solitario con la colaboración tecnológica de Lockheed Martin, ya que la Armada buscaba un submarino de características superiores al Scorpène y hechos como que el sumergible hispano-francés apareciera en los stands de DCNS en ferias navales como un producto exclusivo de la empresa francesa, con las correspondientes reclamaciones por parte de Navantia.
Por ello Navantia prefirió embarcarse en el programa del S-80. Además, comenzó a acudir a concursos internacionales de otras armadas con su submarino, con gran expectación entre los potenciales compradores y disparando los temores de DCNS de que Navantia empezara a arrebatarle antiguos clientes, como ocurrió con la adjudicación del programa de buques anfibios a Navantia con su socio australiano, lo que en Francia se daba como un éxito de la exportación de su industria naval con la venta de dos LHD de la clase Mistral.
También influyó otro tema de mucha mayor trascendencia: la creación de la denominada «EADS Naval», los movimientos de Francia para controlar dicho proyecto y los miedos de la SEPI a que la creación de esa empresa acabaran de deshacer la industria naval militar española.
Por su parte, DCNS acusó sin fundamentos a Navantia de que el S-80 era una versión española del Scorpène, con un módulo de propulsión AIP intercalado en su estructura, con sónares y sistema de combate de Lockheed Martin.
En 2009 Navantia buscó llegar a un acuerdo y finalmente tanto los astilleros españoles como los franceses retiraron sus demandas del Tribunal de Arbitraje de París, poniendo fin a la demanda iniciada por DCNS, fabricando y comercializando los submarinos Scorpène y de igual manera, los submarinos S-80 serán fabricados y comercializados por Navantia con un sistema propulsor totalmente diferente al francés.

### Cronología
El programa de submarinos S-80 se inició después de la realización de estudios preliminares a finales del año 1991, se retomó el proyecto en 1997 para la consecución de los nuevos submarinos.
- 1997: Finaliza en noviembre la redacción del documento Concepto Preliminar de Objetivo de Estado Mayor (ONST), para la realización del primer submarino S-80.

- 1998: Viabilidad, iniciada tras la aprobación del documentación y finalizada con la redacción del documento Objetivo de Estado Mayor (NST) en el cual se definen las primeras características.

- 1999: Se define el proyecto para desarrollo a partir de la aprobación por el AJEMA participando el astillero IZAR de Cartagena en la consecución del prototipo del submarino en cuestión.

- 2001: Se define un prototipo de submarino apto para efectuar las misiones clásicas.

- 2002: Revisión del proyecto y de los requisitos operativos para adaptar el submarino a los nuevos escenarios y exigencias. Todo ello quedó reflejado en un nuevo documento aprobado por el AJEMA.

- 2003: Se redacta la documentación necesaria para acometer la fase de desarrollo y construcción: Especificaciones técnicas del proyecto, Planos de Contrato y Presupuesto del Programa.

- 2004: El Ministerio de Defensa ordena la ejecución a IZAR Construcciones Navales S.A. la construcción de cuatro buques submarinos multipropósito tipo S-80 SSK.

- 2005: Navantia comienza la construcción de los submarinos, con fecha de entrega prevista al Ministerio de Defensa en 2012.

- 2007: En diciembre, se inicia la construcción del S-82.[15]

- 2008: Navantia fija como nueva fecha de entrega del primer S-80 a la Armada en 2013.

- 2009: Se inicia la construcción del S-83 en febrero.[16]

- 2010: En enero, se inicia la construcción del S-84,[17] en octubre, finaliza la construcción del casco resistente del S-81.[18]

- 2011: En marzo, Navantia recibe la vela del S-81,[19] y en abril, la pila de combustible.[20]

- 2011: En septiembre, se anuncian actuaciones complementarias necesarias para dar servicio a los nuevos S-80. Estas incluyen a modificar y dragar los muelles de su base naval en Cartagena, alargándolos y aumentando el calado así como la construcción de instalaciones para el aprovisionamiento de combustible y oxígeno, entre otros.[21][22]

- 2012: En enero, se decide el nombre de los cuatro submarinos.[23]

- 2013: Se retrasa su entrega a la Armada de cada buque entre un año y medio y dos, debido a que los buques pesan más de lo que en un principio se creyó, por lo que Navantia deberá alargar los cuatro buques previstos para garantizar su flotabilidad.[24] La Armada confirmó dicho retraso, pero lo enmarcó dentro de la normalidad que implica la complejidad del proyecto.[25]

- 2014: Se aprueba una partida presupuestaria de 205 millones de euros destinados al desarrollo del submarino S-80, fijándose el 2018 como la fecha de entrega de la primera unidad.[26]

- 2018: Se anuncia la previsión de aumentar el presupuesto entre 1500 y 1800 millones de euros y un nuevo calendario de entregas.[1]

- 2018: En diciembre Defensa informa de que el techo de gasto sube a 3.906 millones de euros y la nueva fecha de la primera entrega es 2021-2022.[27]

- 2021: El submarino líder de la clase, Isaac Peral (S-81), fue oficialmente finalizado y bendecido por el rey Felipe VI y su hija, la princesa Leonor, el 22 de abril de 2021 en los astilleros de Cartagena, con previsión de entrar en servicio activo en 2023.

- 2022: El submarino líder de la clase, Isaac Peral (S-81), inició sus primeras pruebas de puerto, pruebas de mar y pruebas finales a la espera de ser entregado a la armada española en 2023.[28][29]

- 2023: El Isaac Peral (S-81) lleva a cabo con éxito las primeras pruebas de inmersiones estáticas previas a la fase final de pruebas para ser entregado.[30] Además el sistema sistema AIP superó las pruebas de fabricación.[31] Finalmente el 30 de noviembre de ese año entra en servicio activo.

- 2024: Se anuncia un nuevo calendario de entregas para el S-82 (2026), S-83 (2028) y S-84 (2029).

### Prolongación de la vida útil de la clase anterior
Debido a los persistentes retrasos del S-80, para mantener una fuerza submarina disuasiva, ha sido necesario realizar una gran carena adicional a los tres submarinos disponibles de la anterior clase Galerna, con el propósito de prolongar su vida útil. El coste de estos mantenimientos asciende a unos 115 millones de euros adicionales.

### Ampliación de los muelles de la base de Cartagena
Con nuevas dimensiones, los submarinos S-80 Plus no cabían en las fosas de la base de Cartagena, por lo que hubo que ampliarlas por un coste aproximado de 16 millones de euros.

## Perfil de la misión

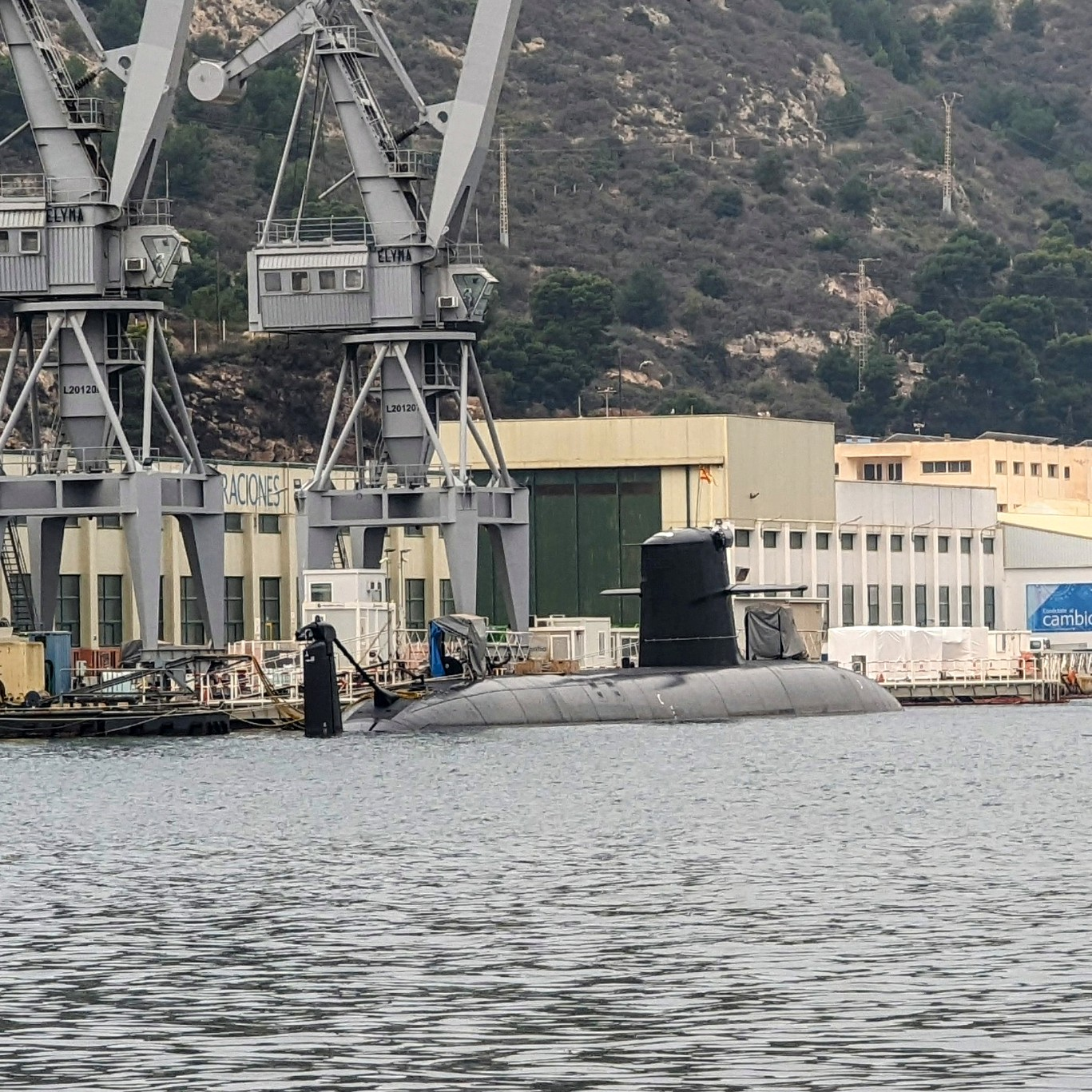
Submarino S-81 Isaac Peral en el puerto de Cartagena.

El submarino de la clase S-80, como componente de esa fuerza naval deberá afrontar los nuevos retos que se presentan en este siglo, con los últimos avances tecnológicos y experimentados en materia de armamento, comunicación, navegación submarina, propulsión eléctrica y AIP de nueva tecnología.
Las misiones que debe desempeñar el submarino S-80 son las que se detallan a continuación:
- Proyección del poder naval sobre tierra.
- Protección de una fuerza desembarcada.
- Vigilancia litoral y oceánica.
- Ataque o protección de una fuerza naval.
- Disuasión de una fuerza naval hostil.

Los submarinos S-80 deberán hacer frente, tanto en teatros oceánicos como de litoral a amenazas de la índole que se relata a continuación:
- Campos minados.
- Buques de superficie, con sonares activos y pasivos.
- Aeronaves antisubmarinas, con radar, sonoboyas activas y pasivas y sonar cable.
- Submarinos nucleares y convencionales de diseño avanzado.

## Capacidades
Las capacidades con las que deberán contar serán aquellas que le permitan el mejor desarrollo de sus misiones dentro del escenario considerado frente a la amenaza descrita, destacando:
- Movilidad operacional que permita actuar en zonas alejadas, haciendo un tránsito discreto a alta velocidad.
- Sistema de propulsión independiente del aire (AIP) que asegure la permanencia en zona de una manera discreta.
- Sistema de Combate.
- Capacidad de transporte de personal.
- Firmas radar magnética, acústica e infrarroja reducidas.

## Características
La tripulación podrá ser mixta, con alojamientos y servicios diferenciados para personal masculino y femenino, así como cama propia para cada tripulante, con lo cual desaparece la llamada cama caliente, tradicional en los submarinos.
La empresa española Taboada se ha adjudicado el contrato de los equipos de desalinización del agua de mar para uso de las tripulaciones de los nuevos S-80, con equipos capaces de depurar el agua del mar a 200 metros de profundidad y transformarla extrayendo todas las partículas. La desalinización a bordo se hace mediante ósmosis inversa.

### Estructura
| Sistema         | País                                          | Fabricante                              | Notas |
| --------------- | --------------------------------------------- | --------------------------------------- | --- |
| Casco           | Bandera de España · Bandera de Estados Unidos | Navantia General Dynamics Electric Boat | General Dynamics Electric Boat asistió en el rediseño del submarino                                          |
| Domos           | Bandera del Reino Unido · Bandera de España   | BAE Systems Navantia                    | Desarrollados por BAE Systems para Navantia, las primeras dos unidades se fabricarán en Barrow, Reino Unido. |
| Desalinizadoras | Bandera de España                             | Peter Taboada                           | |

### Electrónica
| Sistema                                                        | País                                          | Fabricante                                | Notas                                                                                         |
| -------------------------------------------------------------- | --------------------------------------------- | ----------------------------------------- | --------------------------------------------------------------------------------------------- |
| Sistema Integrado de Control de Plataforma (SICP)              | Bandera de España                             | FABA Sistemas                             | Filial de Navantia                                                                            |
| Sistema de combate SUBICS (SUBmarine Integrated Combat System) | Bandera de Estados Unidos · Bandera de España | Lockheed Martin Navantia                  | Desarrollado a partir de los sistemas de combate de la clase Seawolf por Lockheed Martin      |
| Núcleo del sistema de combate (SCOMBA)                         | Bandera de España                             | FABA Sistemas                             | Filial de Navantia                                                                            |
| Consolas multifunción (CONAM SUB)                              | Bandera de España                             | Sainsel                                   | Filial de Navantia                                                                            |
| Software de las consolas                                       | Bandera de España                             | Navantia, FABA Sistemas y SAES            | Filiales de Navantia                                                                          |
| Integración del conjunto sistema de combate                    | Bandera de España                             | Navantia y FABA Sistemas                  | Filial de Navantia                                                                            |
| Software del sistema conjunto de sonar                         | Bandera de España                             | Navantia y FABA Sistemas                  | Filial de Navantia                                                                            |
| Sonar cilíndrico de casco                                      | Bandera de Estados Unidos                     | Lockheed Martin y EDO Corporation         |                                                                                               |
| Sonar de flanco                                                | Bandera de Estados Unidos                     | Lockheed Martin                           |                                                                                               |
| Telémetro sonar                                                | Bandera de Estados Unidos                     | Lockheed Martin                           |                                                                                               |
| Interceptador sonar                                            | Bandera de Estados Unidos                     | Lockheed Martin                           |                                                                                               |
| Sonar Remolcado DTAS                                           | Bandera de España                             | SAES                                      | Filial de Navantia                                                                            |
| Sistema de control del sonar remolcado                         | Bandera de España                             | SAES                                      | Filial de Navantia                                                                            |
| Sistema de monitorización de ruido propio                      | Bandera de España                             | SAES                                      | Filial de Navantia                                                                            |
| Radar de Superficie Aries-S                                    | Bandera de España                             | Indra Sistemas                            |                                                                                               |
| Sistemas de guerra electrónica                                 | Bandera de España                             | Indra Sistemas                            | Exportado para los submarinos de la Deutsche Marine, Marina Militare y la Marina de Indonesia |
| Transpondedor IFF                                              | Bandera de España                             | Indra Sistemas                            |                                                                                               |
| Sistema de comunicaciones integradas ICCS                      | Bandera de Portugal                           | EID                                       |                                                                                               |
| Sistema de comunicación de datos tácticos Link 22              | Bandera de España                             | Tecnobit                                  | LINPRO                                                                                        |
| Equipos de radiocomunicaciones terrestres                      | Bandera de Alemania                           | Rhode & Schwarz                           |                                                                                               |
| Sistemas de comunicaciones cifradas por satélite TSUB-80       | Bandera de España                             | Indra Sistemas                            |                                                                                               |
| Sistema de mástiles retráctiles                                | Bandera de Estados Unidos · Bandera de España | Kollmorgen Electro-Optical Indra Sistemas | Fabricado en España bajo licencia de Kollmorgen Electro-Optical                               |
| Periscopios y sistemas optrónicos                              | Bandera de Italia · Bandera de Estados Unidos | Calzoni Kollmorgen Electro-Optical        | Kollmorgen Electro-Optical vendió Calzoni a L3Harris en 2012                                  |
| Antenas                                                        | Bandera de Italia · Bandera de Estados Unidos | Calzoni Kollmorgen Electro-Optical        | Kollmorgen Electro-Optical vendió Calzoni a L3Harris en 2012                                  |

### Armamento
Los submarinos de esta clase cuentan con las características necesarias para incorporar el misil Tomahawk aunque, de momento, la Armada española no tiene en agenda la compra de misiles de crucero de largo alcance de fabricación estadounidense. Se mantiene la capacidad de ataque a tierra con la que en un principio se tenía previsto equipar a los sumergibles, aunque temporalmente reducida para misiles de media distancia. ¨
En 2022, la decisión de equipar las fragatas de clase F-110 en construcción y las de la clase Álvaro de Bazán con el Naval Strike Missile, un misil antibuque que también sirve como misil de crucero naval, sugiere su integración en esta clase de submarinos en lugar del AGM-84 Harpoon y el Tomahawk, en su versión misil de cambio de ambiente, aún en desarrollo.
El S-80 podría utilizar la siguiente combinación de armamento:
| Sistema                                                                                     | País                                        | Fabricante                                     | Notas                                                       |
| ------------------------------------------------------------------------------------------- | ------------------------------------------- | ---------------------------------------------- | ----------------------------------------------------------- |
| Silos y sistemas de armas                                                                   | Bandera del Reino Unido · Bandera de España | Babcock International Navantia y FABA Sistemas | Fabricados en España bajo licencia de Babcock International |
| 6 tubos lanzatorpedos de 533 mm                                                             | Bandera del Reino Unido                     | Babcock International                          | Fabricado por su filial Strachan & Henshaw                  |
| Sistema de carga de armas                                                                   | Bandera del Reino Unido                     | Babcock International                          | Fabricado por su filial Strachan & Henshaw                  |
| Sistema de lanzamiento de torpedos                                                          | Bandera del Reino Unido                     | Babcock International                          | Fabricado por su filial Strachan & Henshaw                  |
| Sistema de lanzamiento de contramedidas                                                     | Bandera del Reino Unido                     | Babcock International                          | Fabricado por su filial Strachan & Henshaw                  |
| Torpedos pesados DM2/A4                                                                     | Bandera de Alemania                         | Atlas Elektronik                               |                                                             |
| Torpedos pesados Mark 48 (opción)                                                           | Bandera de Estados Unidos                   | Lockheed Martin                                |                                                             |
| Torpedos pesados Black Shark (opción)                                                       | Bandera de Italia                           | Leonardo S.p.A.                                |                                                             |
| Torpedos pesados Spearfish (opción)                                                         | Bandera del Reino Unido                     | BAE Systems                                    |                                                             |
| Torpedos pesados Torpedo 2000 (opción)                                                      | Bandera de Suecia                           | Saab                                           |                                                             |
| Capacidad para lanzamiento de misiles de crucero de largo alcance UGM-109 Tomahawk (opción) | Bandera de Estados Unidos                   | Raytheon                                       |                                                             |
| Capacidad para lanzamiento de misiles antibuque UGM-84 Sub-Harpoon block II (opción)        | Bandera de Estados Unidos                   | Boeing Integrated Defense Systems              |                                                             |
| Capacidad para lanzamiento de misiles antibuque Exocet (opción)                             | Bandera de Francia                          | MBDA                                           |                                                             |
| Capacidad para lanzamiento de misiles antibuque Naval Strike Missile (estudios)             | Bandera de Noruega                          | Kongsberg Gruppen                              |                                                             |
| Minas multiinfluencia                                                                       | Bandera de España                           | SAES                                           |                                                             |

### Propulsión
Aunque en un principio se esperaba que los S-80 contasen con el Sistema de Propulsión Anaerobia (AIP, por sus siglas en inglés), los primeros en contar con este sistema serán el S-83 y S-84,  a la espera de ser entregados, teóricamente, en los años 2026 y 2027. Por el contrario, las unidades S-81 y S-82 no contarán con el AIP de salida, y se retrasará su instalación hasta los años 2029 y 2031, donde serán actualizados en la gran carena, la cual se realizará cada 7 años.
| Sistema                                                | País                                          | Fabricante               | Notas |
| ------------------------------------------------------ | --------------------------------------------- | ------------------------ | --- |
| Motores y generador diésel (2 y 1 por submarino)       | Bandera de Alemania · Bandera de España       | MTU Navantia             | Modelos 16V 369 SE-84L-GB31L fabricados en España bajo licencia de MTU |
| Motor eléctrico de impulsión principal                 | Bandera de España                             | Gamesa                   | |
| Cuadro de propulsión                                   | Bandera de Italia                             | Ifen                     | |
| Sistema de gobierno                                    | Bandera de Italia · Bandera de España         | Avio S.p.A FABA Sistemas | Fabricado en España bajo licencia de Avio S.p.A |
| Reactor AIP                                            | Bandera de España                             | Abengoa Hidrógeno        | Navantia contrató en 2007 a Hynergreen, actualmente Abengoa Hidrógeno, para fabricar el procesador de bioetanol, así como otros equipos del AIP. Según declaraciones de Pedro Argüelles, Secretario de Estado de Defensa, realizadas en octubre de 2014, Abengoa sigue siendo el proveedor del sistema y esperan que pueda integrarlo en el submarino. No obstante, confirmó que el Ministerio mantenía “conversaciones” con la compañía Técnicas Reunidas para tener “un plan B” (posiblemente pueda realizar un estudio de viabilidad sobre un procesador de bioetanol para los submarinos). |
| Sistema de control y seguridad de la planta AIP        | Bandera de España                             | Abengoa Hidrógeno        | |
| Procesador de bioetanol                                | Bandera de España                             | Abengoa Hidrógeno        | |
| Sistema de adecuación y potencia                       | Bandera de España                             | Abengoa Hidrógeno        | |
| Convertidores MEP                                      | Bandera de España                             | Gamesa                   | |
| Sistema de almacenamiento y trasiego de bioetanol      | Bandera de España                             | Navantia                 | |
| Pilas de combustible                                   | Bandera de Estados Unidos                     | UTC Power                | |
| Baterías                                               | Bandera de Estados Unidos · Bandera de España | Exide                    | 180 baterías de litio-ion Fabricadas en España por su filial Tudor |
| Sistema de compensación de peso de oxígeno y bioetanol | Bandera de España                             | Navantia                 | |
| Sistema de almacenamiento y trasiego de oxígeno        | Bandera de Francia · Bandera de España        | Air liquide Navantia     | Fabricado en España bajo licencia de Air liquide |
| Sistema de almacenamiento y presurización de oxígeno   | Bandera de Francia · Bandera de España        | Air liquide Navantia     | Fabricado en España bajo licencia de Air liquide |
| Sistema de eliminación de dióxido de carbono           | Bandera de España                             | Bionet                   | |
| Bombas centrífugas                                     | Bandera de Italia                             | Pompe Garbarino          | |

#### Propulsión AIP
El submarino incorporará un sistema de propulsión independiente de la atmósfera (AIP) de diseño español, desarrollado por la empresa Hynergreen Technologies S.A. y que opera una pila de combustible de 300 kW de salida de la empresa UTC Power (la misma empresa que proporciona las células de combustible de los transbordadores de la NASA) y Abengoa. La pila de combustible es alimentada por hidrógeno, producido desde bioetanol por una unidad llamada reformador, y por oxígeno; la transformación electroquímica producida por la pila de combustible genera 300 kW de energía eléctrica y desecha agua (H20) que junto con el subproducto de desecho del reformador, anhídrido carbónico (CO2), son expulsados discretamente del submarino. Un motor eléctrico de imanes permanentes moverá una hélice de paso fijo y de especial diseño que anulará las cavitaciones a velocidad elevada. El combustible utilizado será bioetanol, que será tratado mediante un procesador suministrado por la empresa Hynergreen (empresa perteneciente a Abengoa) consistente en una cámara de combustión y varios reactores Coprox intermedios que transformarán el BioEtOH en hidrógeno de gran pureza.
Entre los gases de desecho de las reacciones del procesador de bioetanol existe una corriente de altísimo contenido en dióxido de carbono y trazas de otros gases no quemados completamente en la combustión. Esta corriente de gases se mezclará con el agua de mar mediante uno o varios eductores tipo Venturi y posteriormente mediante mezcladores en un sistema de nueva creación denominado SECO2 (o Sistema de Eliminación de CO2), cuyo desarrollo viene dado por la empresa murciana Bionet, y cuya finalidad es disolver las "burbujas" de CO2 en agua hasta niveles de discreción.

#### Bioetanol
El etanol, también llamado alcohol etílico, es un compuesto químico de carbono, hidrógeno y oxígeno, de fórmula química CH3-CH2OH, líquido e inflamable. Es uno de los principales componentes de las bebidas alcohólicas: cerveza (3-7 %), vino (12-15 %) y licores destilados (hasta un 50 %). Puede obtenerse mediante la hidratación del etileno o, lo que es más habitual, mediante el procesamiento de materias vegetales ricas en azúcares, almidón o celulosa. Precisamente se denomina bioetanol al alcohol etílico producido de esta segunda forma.
Una de las mayores ventajas del bioetanol es que no genera dependencia de terceros países para su obtención. A día de hoy, en España hay siete fábricas que producen bioetanol y otras dos están en proyecto. Su distribución geográfica es amplia ya que su localización está en buena parte condicionada por la proximidad a las zonas donde se cultivan las materias primas.

## Desarrollo

El S-81 Isaac Peral en 2024.

En la construcción de los submarinos de la clase S-80, Navantia es el diseñador del conjunto del buque, constructor de la mayor parte del casco, instalador de los equipos fabricados por ella misma o por terceras empresas y, sobre todo, el gran integrador de tecnologías propias o de socios externos, ya que aunque Navantia tiene experiencia en construcción de submarinos, se trata de un submarino tecnológicamente avanzado, sin precedentes en su tipo y no resultan rentables desarrollos de equipos para series cortas como la del S-80.
En febrero de 2008, se adjudicó al grupo británico QinetiQ el sistema de control de sónar remolcado para los submarinos S-80. Por su parte, la Universidad Politécnica de Cartagena, participa en el proyecto tras firmar dos contratos de investigación y desarrollo encaminado el primero de ellos a mejorar la maniobrabilidad de los sumergibles y el segundo a investigar materiales para las antenas y los mástiles de los periscopios que sean más resistentes a la corrosión.
En lo referente al sistema de combate general se pensó en los ISUS 90 de Atlas Elektronik (Alemania), SUBTICS de UDS International (Francia), SUBICS (Lockheed Martin, EE. UU.) y el AN/BYG-1(V) de Raytheon (EE. UU.).
Los finalistas en el proceso de selección fueron los tres últimos. La adjudicación por Navantia del concurso a Lockheed Martin resultó polémica con una denuncia de Raytheon contra el Ministerio de Defensa al considerar que se había vulnerado el procedimiento administrativo en la adjudicación del contrato. Consideraba que su oferta era mejor y más barata que la de Lockheed Martin. A pesar de que la adjudicación del contrato la había realizado Navantia, Raytheon alegaba que el Ministerio de Defensa —a pesar de no haber gestionado la adquisición— tuteló en todo el momento el proceso. En los tribunales españoles —la Audiencia Nacional— esta denuncia no prosperó, por considerarse que la decisión de adjudicación no fue del denunciado —el Ministerio de Defensa— sino efectivamente de Navantia como empresa responsable del programa.[cita requerida]
En octubre de 2014, el secretario de Estado de Defensa, Pedro Argüelles, confirmó que el año 2018 sería la fecha de entrega del primer submarino S-80 fabricado por Navantia, fecha que se retrasaría de nuevo más tarde.

### Problemas durante la construcción
Sobrepeso
En 2013 se detectó un sobrepeso de entre 75 y 100 toneladas, que podría comprometer la reserva de flotabilidad. Para resolver este problema Navantia ha recurrido al «asesoramiento técnico de un socio tecnológico» extranjero, General Electric Boat, una filial de la estadounidense General Dynamics, que participó en el proyecto original. La evaluación y corrección de dicho problema supondrán un retraso de entre uno y dos años en la entrega del buque. Y, dado que todas las soluciones pasan por alargar el casco, su rediseño supondrá no solo un retraso, sino también un sobreprecio estimado de 200 millones
El 24 de mayo, el secretario de Estado de Defensa Pedro Argüelles hizo público en el Congreso de los Diputados que Navantia contaría con la asesoría de la estadounidense Electric Boat (proveedor habitual de la US Navy) para evaluar los problemas técnicos surgidos en el submarino y hacer una revisión del programa. El mismo Pedro Argüelles indicó el 31 de julio que, después de que Electric Boat confirmara el diagnóstico de la Armada, la solución pasa por alargar el casco; y que dado el estado de avance de los trabajos en el S-81, al ser el más complicado de modificar, pasaría a ser el último en entregarse a la Armada (a partir de 2020) mientras que el S-82 pasaría a ser el primero en entregarse, a partir de 2017.
En diciembre de 2015 Navantia anunció que las tareas de soldadura de un nuevo anillo de 10 m de longitud que solucionaba el problema de sobrepeso habían concluido. El 5 de abril de 2016 el Ministerio de Defensa y Navantia emitieron sendos comunicados anunciando que se había finalizado la ampliación del casco, y de nuevo, volvió a estar previsto que el primero de los buques de la clase en ser terminados fuera el Isaac Peral (S-81).
Sobrecoste
Inicialmente, el coste del programa completo era de 1800 millones de euros por 4 submarinos y la fecha de entrega de la primera unidad estaba prevista para 2013. Esta cifra fue aumentando y, en 2018, el Ministerio de Defensa y Navantia pactaron un nuevo sobrecoste para el proyecto del 72,5%, pasando de los 2135 millones de euros anteriores a 3685 millones de euros; es decir, más de 900 millones por submarino.
AIP
Una de las características de esta clase de submarinos se basa en el sistema de propulsión independiente del aire (AIP), que permite una mayor autonomía de operación bajo el agua. Para hacer uso de esta tecnología, Navantia contrató en 2007 a Hynergreen, actualmente Abengoa Hidrógeno, para fabricar el procesador de bioetanol, así como otros equipos del AIP. Según declaraciones realizadas en octubre de 2014 por Pedro Argüelles, Secretario de Estado de Defensa, Abengoa continuaría siendo el proveedor del sistema. No obstante, se confirmó que el Ministerio mantenía «conversaciones» con la compañía Técnicas Reunidas para tener «un plan B» (posiblemente realizar un estudio de viabilidad sobre un procesador de bioetanol para los submarinos).
Se prevé que el AIP de Abengoa, aunque ya operativo y certificado en 2020, no sea instalado en los buques hasta la llegada de las dos últimas unidades de esta clase de submarinos, sobre los años 2028 y 2029 respectivamente.
Una vez que cuente con el AIP, tal vez se instale un gimnasio en la Sección 3.

## Historial operativo
El Isaac Peral (S-81) entró en servicio activo el 30 de noviembre de 2023, tras su entrega a la Armada.

## Unidades
El 13 de enero de 2012 se aprobaron los nombres de los cuatro buques, publicándose estos en el Boletín Oficial de Defensa (BOD) del 30 de enero de 2012, los dos primeros nombres se repiten por cuarta vez, el tercero por tercera vez y el último por segunda ocasión en submarinos de la Armada Española. Con estos nombres se honra la memoria de los inventores de submarinos Isaac Peral, Narciso Monturiol y Cosme García Sáez, y del primer jefe del arma submarina de la Armada Española, Mateo García de los Reyes. El programa ha tenido varios retrasos, por ejemplo el Narciso Monturiol (S-82) estaba inicialmente previsto para noviembre de 2018 el  Cosme García (S-83) estaba prevista inicialmente para marzo de 2019 y el  Mateo García de los Reyes (S-84) para mayo de 2020.
| Identificativo | Nombre                    | Fecha botadura    | Fecha entrada en servicio | Indicativo de llamada | Imagen | Notas |
| -------------- | ------------------------- | ----------------- | ------------------------- | --------------------- | ------ | --- |
| S-81           | Isaac Peral               | 7 de mayo de 2021 | 30 de noviembre de 2023   | 2025 (previsto)       |        | Estarán desprovistos del sistema de Propulsión Independiente de Aire (AIP) hasta su primera parada técnica (año 2029/30). |
| S-82           | Narciso Monturiol         | 2025 (previsto)   | 2026 (previsto)           |                       |        | Estarán desprovistos del sistema de Propulsión Independiente de Aire (AIP) hasta su primera parada técnica (año 2029/30). |
| S-83           | Cosme García              | 2028 (previsto)   |                           |                       |        | Contarán con el sistema AIP de salida.                                                                                    |
| S-84           | Mateo García de los Reyes | 2029 (previsto)   |                           |                       |        | Contarán con el sistema AIP de salida.                                                                                    |

## Exportación
Los S-80 y S-80 Plus participaron en varios concursos internacionales para suministro de submarinos como los solicitados por Turquía, India, Noruega, Singapur y Australia. Sin embargo, debido a los retrasos y sobrecostes del programa, estas ventas no se realizaron. 
- Australia optó por una versión convencional de los submarinos franceses Barracuda denominada Shortfin Barracuda (12 unidades), aunque tras el acuerdo de AUKUS canceló este contrato y recibirá submarinos nucleares de tecnología estadounidense.
- Turquía prefirió el tipo 214 alemán.[82]
- Singapur eligió cuatro 218SG de la misma nacionalidad.
- Noruega trabaja en un contrato mancomunado con Alemania para el clase 212.[83]
- Japón y España se retiraron de la competición para el proyecto indio 75I en 2017.[84][85]

En julio de 2019, fuentes de la industria aseguraron que el S-80 Plus «ya está listo para el mercado internacional». Sin embargo, a pesar de sus ventajas tecnológicas frente a otros submarinos avanzados, tras las competencias anteriores, no es evidente que ese mercado exista actualmente. En 2019 se propuso para reemplazar la clase Walrus holandesa, pero el 17 de diciembre fue rechazado a favor de una oferta sueca y otra alemana por no poder ofrecer condiciones análogas de cooperación industrial. Canadá, que se consideró como posibilidad, ha decidido prolongar la vida de sus submarinos clase Upholder/Victoria hasta los años 2030.
El S-80 Plus es posiblemente demasiado caro para las Armadas Hispanoamericanas; aparte de un acercamiento de la Marina del Perú, para reemplazar tres o cuatro unidades hacia finales de la década de 2020, no se ha mostrado mayor interés. En algún momento del futuro podría también haber interés polaco y griego, que por circunstancias de alineamiento geopolítico o mayor independencia en material militar, quizás no quieran formar parte del Tipo 212 CD Noruego-Alemán.[cita requerida] Por el momento, ninguno de estos dos países ha manifestado una voluntad clara de reemplazar sus submarinos ni en el presente ni en el futuro próximo. En 2020, una reconsideración de la convocatoria internacional por parte de la marina de la India para una serie de submarinos avanzados AIP, permitió una oportunidad de exportación de la tecnología del S-80 para la segunda mitad de los años 2020, aunque la decisión del gobierno Indio finalmente se inclinó por la opción de Alemania. No obstante, el S80 tiene todavía otras opciones, entre ellas el programa de doce nuevos submarinos para la armada canadiense, otra opción es el programa Orka de Polonia y la adquisición de dos o tres sumergibles por el gobierno de Filipinas.

### Buques de la clase
- Isaac Peral (S-81)
- Narciso Monturiol (S-82)
- Cosme García (S-83)
- Mateo García de los Reyes (S-84)

### Buques similares
- Clase U-212
- Clase U-214
- Clase Scorpène
- Clase Lada
- Clase Gotland
- Clase Sōryū

### Secuencias de designación
...→Clase Balao→ Clase Delfín → Clase Galerna → Clase Isaac Peral

### Listas relacionadas
Submarinos de la Armada Española